# کالکو (کومونه)
کالکو (به ایتالیایی: Calco) یک کومونه در ایتالیا است که در استان لکو واقع شده‌است.

## خصوصیات
کالکو ۴٫۶ کیلومترمربع مساحت و ۴٬۲۸۴ نفر جمعیت دارد.